# デミャンスク包囲戦
デミャンスク包囲戦（デミャンスクほういせん、ドイツ語: Kesselschlacht von Demjanskもしくは短くKessel von Demjansk、ロシア語: Демянская операция）は、第二次世界大戦中、独ソ戦、レニングラード近郊のデミャンスク周辺において、ドイツ国防軍がソビエト赤軍に包囲された戦いのことである。1942年2月8日から4月21日まで包囲戦は続き、同時に、南方100Kmのホルムにおいても小さな包囲戦が行われていた（ホルムの戦い）。これらはモスクワの戦いにおけるドイツ軍の敗北に続く、ドイツ軍の退却の結果であった。

## 包囲
包囲戦はソビエト赤軍によるデミャンスク攻勢作戦として開始され、1942年1月7日から5月20日に行われた攻勢作戦の第一段階は、北西方面軍（司令官パーヴェル・クロチキン）が中心となって行われた。この作戦の目的はデミャンスク周囲のドイツ軍を分断し、ドイツ第16軍の連絡線にあたるスタラヤ・ルーサ鉄道を断つことであった。しかし、森林地帯や湿地帯が多い地形であった上に大雪、そしてドイツ軍による激しい反撃のために、ソビエト北西方面軍の進撃は最初は遅々としたものであった。
1942年1月8日、新たにルジェフ-ヴャジマ攻略攻撃作戦が開始、さらに前回の作戦を含んだ1942年1月9日から1942年2月6日まで行われたトロペツ-ホルム攻略作戦も開始し、南側での攻撃を担当、さらに第二次デミャンスク攻略作戦が北側の攻撃を担当として、1942年1月7日から1942年5月20日まで行われ、これらはドイツ第16軍（司令官エルンスト・ブッシュ）所属の第II軍団、そして第X軍団（司令官クリスチャン・ハンセン）の一部を1941年-42年の冬をかけて包囲した。
この時、ドイツ軍、第12、第30、第32、第123、第290歩兵師団、第3SS装甲師団トーテンコプフらが包囲された。そして同時に、国家労働奉仕団、秩序警察、トート機関などの補助部隊も包囲の中にあり、全体でドイツ軍将兵90,000名と補助部隊10,000名が包囲された。これらの指揮を執ったのは第II軍団司令官、ヴァルター・フォン・ブロックドルフ＝アーレフェルト歩兵大将であった。

## ソビエト北西方面軍の攻撃

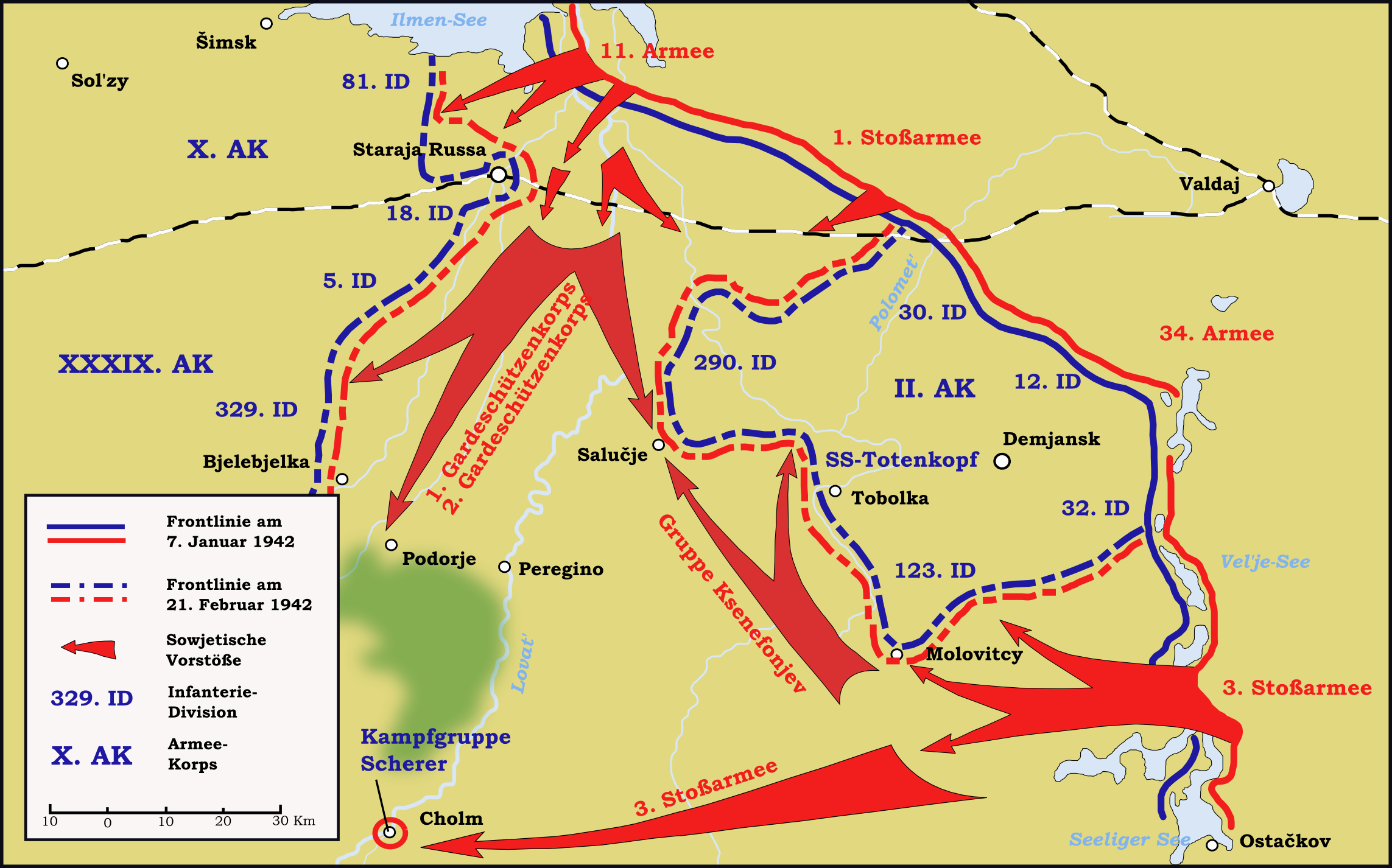
イリメニ湖南方におけるソビエト赤軍の攻撃、1942年1月7日-1942年2月21日

北西方面軍の攻撃は第16軍（に所属している第2軍団の極一部）の北面を取り囲む予定となっており、ソビエト赤軍は北西方面軍がこの攻撃に成功した後、進撃を続けさせようと考えていた。最初の攻撃は、ソビエト赤軍最高司令部所属予備戦力であるソビエト第11軍、第1突撃軍、第1、第2親衛狙撃兵軍団が行った。そして第34軍の進撃を支えるために2個空挺旅団を投入して包囲したドイツ軍をさらに攻撃するために、第二波としてカリーニン方面軍の第3、第4突撃軍が2月12日、投入された。しかし、悪天候と困難な地形のため攻勢は徐々に停滞し、戦線は固定化された。
包囲されたドイツ軍に対してドイツ空軍第1航空艦隊により毎日270トンの必要物資を供給することができるとの確証を得たドイツ総統アドルフ・ヒトラーは包囲された各師団に包囲が撃破されるまでその位置を維持するよう命令した。包囲内にはデミャンスクとペシュキ（Peski）の2箇所に能力の高い飛行場が存在した。2月中旬、天候が回復すると、積雪が多かったにもかかわらず、この地域のソビエト空軍が脆弱だったため、ドイツ空軍による空輸活動は大きな成功を収めた。しかし、この輸送のためにドイツ空軍は輸送能力の全てを使い果たし、爆撃能力の一部も犠牲となっていた。
ソビエト北西方面軍は包囲内のドイツ軍を殲滅する必要に迫られ、デミャンスクとスタラヤ・ルーサの脆弱な連絡線であり、Ramushevo村を通る通称「Ramushevo線」に対して、冬、春に渡り繰り返し攻撃を行ったが、撃退され続けた。このため、全体で18個狙撃兵師団、3個旅団で編成されていたソビエト5個軍が4ヶ月間、この地に縛られることとなった。
しかし、5月末までにソビエト赤軍最高司令部は戦線の担当地区において全体的な状況を判断、その注意を夏にドイツ軍の新たな攻撃が予想されたモスクワ地域に移すことを決定した。

## 包囲からの脱出
1942年5月21日、ヴァルター・フォン・ザイトリッツ＝クルツバッハ中将軍指揮下のドイツ軍は包囲内の「Ramushevo線」を使っての退却を計画した。数週間をかけて、この連絡線を広げ、撤退が行われた。4月21日、集団は大きな犠牲を払いつつも脱出に成功した。この包囲内に取り込まれていた将兵100,000名のうち、3,335名が戦死、10,000名以上が負傷していた。しかし、ドイツ軍の激しい抵抗でソビエト赤軍最高司令部は、他の戦線に送り、重要な局面に投入することもできた戦力をこの戦線に縛り付けられることとなった。
包囲が形成された2月初旬からデミャンスクが事実上放棄された5月の間にホルムを含む2つの包囲内にドイツ軍は陸上、航空を問わず、物資65,000トンと増援31,000名を送り込み、36,000名の負傷者を後方へ輸送した。しかし、損害は大きく、ドイツ空軍は106機のユンカースJu 52、17機のハインケルHe 111、2機のユンカースJu 86を含む航空機265機を失い、パイロットや搭乗員を387名も失った。
ソビエト空軍は包囲内の攻撃に、戦闘機243機を含む航空機408機を失った。ドイツ空軍の成功はヒトラー、ヘルマン・ゲーリング国家元帥にも影響を与え、彼らは東部戦線において効果的かつ、保証された空輸作戦を行う方法、戦術を発案したと考えた。しかし、この経験がスターリングラードの戦いにおいて空頼みを持つ原因となった。
この地での戦いは1943年2月28日まで続いた。ソビエト赤軍はドイツ軍が撤退した1943年3月1日までデミャンスクを解放することができなかった。優秀な指揮とその精鋭部隊の激しい戦いぶりから第3SS装甲師団トーテンコップ師団長テオドール・アイケ親衛隊大将は1942年5月20日、88人目の柏葉付騎士鉄十字章授与者となった。またこの包囲戦で奮戦した将兵のためにデミャンスク盾章が制定された。

## 影響
デミャンスク包囲戦における防衛の成功はヘルマン・ゲーリングがスターリングラードの戦いにおいて包囲されたドイツ第6軍への物資輸送を類似した「解決法」を提案する原因となった。理論上、導かれるはずの結果は同じように有利であり、ソビエト赤軍は第6軍を包囲したが、その戦力は侮れず、包囲を維持するためにさらに戦力を投入しなければならなくなるはずであった。そして他のドイツ軍部隊がその間に再編成を行い、反撃を行うことができる。しかし、このデミャンスク包囲戦とスターリングラードの戦いにおいて包囲されたドイツ軍部隊の規模は大きく異なっていた。デミャンスクでは1個軍団（6個師団が所属、第6軍など、軍規模の3分の1程度）が包囲されていたが、スターリングラードでは1個軍以上(デミャンスクの約3倍)が包囲されていた。デミャンスク、ホルムにおける包囲内のドイツ軍が一日当たり物資265トンを必要としたのに対し、第6軍は戦闘能力を維持するためには700トンを必要としていた。ドイツ軍は、全戦域から、Ju52をかき集めたが、その規模は500機前後で、デミャンスクの時と同レベルで、必要数には遥かに及ばなかった。スターリングラードの補給距離（タチンスカヤーピトムニク）は、デミャンスクの時よりやや有利であったが、デミャンスクの時より遥かに強力になったソ連空軍戦闘機と対空兵器のもと、低速のJu52で補給するのは、容易な話ではなかった。スターリングラードの空輸は、生存レベルを維持する300トン/日も達成するのは困難で、12月下旬には餓死者がでる有様であった。空輸作戦の失敗により、スターリングラードの部隊は、戦闘能力を失い、ソ連軍の攻勢を受けて2月2日には降伏した。